# Гиацинтов, Эраст Георгиевич
Эраст Георгиевич Гиацинтов (10 ноября 1859, Москва — 7 апреля 1910, Ревель) — русский юрист, первый русский городской голова Ревеля; действительный статский советник. Младший брат драматурга Владимира Гиацинтова.

## Биография
Родился в Москве 10 ноября 1859 года. Происходил из дворянского рода Рязанской губернии Гиацинтовых, который ведёт начало от священника Николая (1621 г.), дворянство было даровано императором Российской империи в начале XVIII века. 
Окончил Поливановскую гимназию и юридический факультет Московского университета, получив степень кандидата права и 27 января 1884 года поступил на службу — в Московскую судебную палату. В 1885 году был произведён в титулярные советники и назначен правителем канцелярии московского губернатора.
Служба его продвигалась успешно. За время службы занимал много ответственных должностей, в том числе, был членом правительства Эстляндской высшей комиссии сельских народных школ. По предложению губернатора продолжительное время занимался ревизией делопроизводства учреждений и должностных лиц МВД в Ревельском, Гапсальском, Вейсенштейнском и Везенбергском уездах. Был мировым судьей, членом Присутствия по крестьянским делам, директором попечительного комитета о тюрьмах.
В 1889 году надворный советник Э. Г. Гиацинтов получил назначение комиссаром по крестьянским делам Везенбергского уезда Эстляндской губернии.
Человек широких взглядов, левых по тем временам, убеждений. Был членом Комитета по сбору пожертвований на сооружение соборного храма Александра Невского в Ревеле.
В 1897 году занимался организацией в Эстляндской губернии первой всеобщей переписи населения Российской империи (По данным переписи в то время в Ревеле проживало 33 462 мужчины и 31 110 женщин).
С 9 апреля 1900 года — действительный статский советник.
После выборов 1904 года в городскую думу Ревеля, прошедший в думу К. Я. Пятс городским головой предлагал стать И. И. Поске. Тот отказался, предложив на эту должность, давно жившего в Эстонии, знавшего местные условия и известного как либеральный и дружественно настроенный к эстонцам человек, Э. Гиацинтова. На втором заседании городской управы 19 января 1905 года Гиацинтов получил 41 голос, а действующий городской голова Иоганн фон Гук — 25 голосов; 25 февраля 1905 года он был утверждён городским головой Ревеля. Руководить городом ему пришлось в самый тяжёлый момент начала прошлого века — в 1905 году. 
Прослужить на посту положенные четыре года Гиацинтову не удалось — помешала первая русская революция. Эраст Георгиевич выразил свое возмущение жёстокими действиями полиции при разгоне демонстрантов в 1905 году в направленной царю телеграмме. В декабре 1905 года после своего демарша Э. Г. Гиацинтов был отправлен в отставку с поста городского головы Ревеля. Его карьера продолжилась по финансовой части — сперва в местном Министерстве финансов, а затем в должности управляющего Ревельским отделением крестьянского поземельного банка.
Окончательно он был уволен со службы по состоянию здоровья в 1908 году и через два года, 7 апреля 1910 года скончался. Похоронен на Александро-Невском кладбище Таллина. Вместе с ним была похоронена его жена Евгения Александровна (13.03.1874—26.02.1965).

## Награды
- орден Святого Станислава 2-й и 3-й степени,
- орден Святой Анны 2-й степени,
- орден Святого Владимира 4-й степени,
- другие награды.